# Акрополіс Інтернешнл (шаховий турнір)
Acropolis International — шаховий турнір, який проводився в Афінах. Мав найдовшу історію серед тих, що проходили в Греції.
Переможцем першого турніру 1968 року став Людек Пахман. Наступний турнір не проводився до 1977 року, але потім Шахова федерація Греції почала проводити його на регулярній основі, і включила до календаря додаткові менш значимі турніри для чоловіків, а також жіночий турнір.
Турнір 2007 року став частиною ACP Tour (туру Асоціації шахових професіоналів). Відкритий турнір 2009 року відбувся в Халкіді, що на острові Евбея, і його переможцем на тай-брейку став Боркі Предоєвич. Той турнір виявився останнім.
Перший Акрополіс був круговим турніром (всі проти всіх), а потім його формат змінювався від року до року, кілька разів ставав закритим турніром і потім повертався до відкритого формату (open) за швейцарською системою, загалом відбувся 24 рази.
Нотатка: у цьому списку переможців Акрополіс інтернешнл вказані лише найкращі гравці на тай-брейках, оскільки бували поділи першого місця.

## Переможці
| #  | Рік  | Переможець                                |
| -- | ---- | ----------------------------------------- |
| 1  | 1968 | Людек Пахман (Чехословаччина)             |
| 2  | 1977 | Валентін Стойка (Румунія)                 |
| 3  | 1978 | Бела Сус (ФРН)                            |
| 4  | 1979 | Аурель Урзіка (Румунія)                   |
| 5  | 1980 | Душан Райкович (Югославія)                |
| 6  | 1982 | Ніколаос Сталкотас (Греція)               |
| 7  | 1983 | Нікола Бочев Падевський (Bulgaria)        |
| 8  | 1984 | Саша Велікович (Югославія)                |
| 9  | 1985 | Валентін Стойка (Румунія)                 |
| 10 | 1986 | Ефстратіос Грівас (Греція)                |
| 11 | 1987 | Євген Васюков (СРСР)                      |
| 12 | 1988 | Васіліос Котроніас (Греція)               |
| 13 | 1989 | Петар Веліков (Болгарія)                  |
| 14 | 1991 | Ефстратіос Грівас (Греція)                |
| 15 | 1992 | Райнер Кнаак (Німеччина)                  |
| 16 | 1993 | Ханнес Стефанссон (Ісландія)              |
| 17 | 1997 | Тамаз Гелашвілі (Грузія)                  |
| 18 | 2003 | Васіліос Котроніас (Кіпр)                 |
| 19 | 2004 | Атанасіос Мастровасіліс (Греція)          |
| 20 | 2005 | Вугар Гашимов (Азербайджан)               |
| 21 | 2006 | Тамаз Гелашвілі (Грузія)                  |
| 22 | 2007 | Ілля Смірін (Ізраїль)[1]                  |
| 23 | 2008 | Ілля Смірін (Ізраїль)[4]                  |
| 24 | 2009 | Боркі Предоєвич (Боснія і Герцеговина)[5] |